# Hans Frey (Politiker, 1949)
Hans Frey (* 24. Dezember 1949 in Gelsenkirchen; † 25. Januar 2024) war ein deutscher Politiker und Landtagsabgeordneter (SPD). Er war auch als Science-Fiction-Spezialist bekannt.

## Leben
Hans Frey wurde an Heiligabend 1949 in Gelsenkirchen geboren.
Nach dem Besuch der Volksschule und des Gymnasiums mit dem Abschluss Abitur studierte er an der Ruhr-Universität in Bochum. Er legte das erste und zweite Staatsexamen für das Lehramt an Gymnasien ab und war bis 1980 im Schuldienst tätig. 
Der SPD gehörte Frey seit 1968 an, der Gewerkschaft Erziehung und Wissenschaft seit 1978. Er war in zahlreichen Parteigremien an führender Stelle tätig, so z. B. von 1992 bis 2000 als Unterbezirksvorsitzender in Gelsenkirchen. 
Frey hat sich auch als Experte und Sachbuchautor zum Thema Science-Fiction einen Namen gemacht und Fachaufsätze in Szenemagazinen sowie mehrere Bücher veröffentlicht, darunter eine Biografie von James Tiptree Jr. Frey war verheiratet und hatte drei Kinder.
Im Januar 2024 verstarb Hans Frey im Alter von 74 Jahren.

## Abgeordneter
Vom 29. Mai 1980 bis zum 2. Juni 2005 war Frey Mitglied des Landtags des Landes Nordrhein-Westfalen. Er wurde jeweils im Wahlkreis 087 Gelsenkirchen I bzw. 089 Gelsenkirchen III direkt gewählt.
Dem Stadtrat der Stadt Gelsenkirchen gehörte er von 1975 bis 1980 an.

## Publikationen
- Philosophie und Science Fiction. Shayol, Berlin 2013, ISBN 978-3-943279-16-0
(Rezension von Horst Illmer, in: phantastisch!, Ausgabe 54 (2/2014), Atlantis, Stolberg 2014).
- James Tipree Jr. Zwischen Entfremdung, Liebe und Tod. Golkonda-Verlag, München 2019, ISBN 978-3-946503-69-9.
- Religion und Science Fiction. In: !Time Machine, Heft 2 (2018), Wurdack, Nittendorf 2019.
- Fortschritt und Fiasko. Die ersten 100 Jahre der deutschen Science Fiction. Vom Vormärz bis zum Ende des Kaiserreichs, 1810–1918. Memoranda, München/Berlin 2018, ISBN 3-946503-32-2.
- Aufbruch in den Abgrund. Deutsche Science Fiction zwischen Demokratie und Diktatur. Von Weimar bis zum Ende der Nazidiktatur, 1918–1945. Memoranda, Berlin 2020, ISBN 978-3-948616-02-1.
- Optimismus und Overkill. Deutsche Science Fiction in der jungen Bundesrepublik. Von den Anfängen der BRD bis zu den Studentenprotesten 1945-1968. Memoranda, Berlin 2021. ISBN 978-3-948616-56-4.
- Vision und Verfall. Deutsche Science Fiction in der DDR. Memoranda, Berlin 2023, ISBN 978-3-948616-82-3.
- Mythos und Science Fiction. In: !Time Machine, Heft 8 (Januar 2024), Wurdack, Nittendorf 2024.

## Auszeichnungen
Für die ersten beiden Bände über die deutsche Science-Fiction, Fortschritt und Fiasko und Aufbruch in den Abgrund, erhielt Hans Frey den Kurd-Laßwitz-Preis 2021 in der Kategorie Sonderpreis für einmalige herausragende Leistungen im Bereich der SF.